# Leon Rohde
Leon Rohde (né le 10 mai 1995 à Altona) est un coureur cycliste allemand. Il participe à des compétitions sur route et sur piste.

## Palmarès sur route

### Par année
- 2011
  -  Champion d'Allemagne sur route cadets
  -  Médaillé de bronze du critérium au Festival olympique de la jeunesse européenne
- 2012
  - 3e des Trois jours d'Axel
- 2013
  - 2e du championnat d'Allemagne sur route juniors
- 2016
  - 3e du championnat d'Allemagne du contre-la-montre par équipes
- 2017
  - Tour de Düren
- 2018
  - 2e étape du Tour de Fuzhou
  - 3e du championnat d'Allemagne du contre-la-montre par équipes
- 2019
  - 2e du Grote Prijs Dr. Eugeen Roggeman

### Classements mondiaux
| Année                                 | 2014 | 2015 | 2016  | 2017  | 2018  | 2019  | 2020  |
| ------------------------------------- | ---- | ---- | ----- | ----- | ----- | ----- | ----- |
| Classement mondial                    |      |      | 2416e | 1646e | 2083e | 2024e | 1128e |
| UCI Europe Tour                       | 744e | nc   | 1605e | 1050e | 1388e | 1325e | 875e  |
|                                       |      |      |       |       |       |       |       |
| Légende : nc = non classéSource : UCI |      |      |       |       |       |       |       |

## Palmarès sur piste

### Jeux olympiques
- Tokyo 2020
  - 6e de la poursuite par équipes

### Championnats du monde
- Pruszków 2019
  - 5e de la poursuite par équipe[1]
  - 10e de la poursuite individuelle

### Coupe du monde
- 2014-2015
  - 3e de la poursuite par équipes à Guadalajara
- 2019-2020
  - 1er de la poursuite par équipes à Hong Kong (avec Theo Reinhardt, Felix Groß et Domenic Weinstein)

### Coupe des nations
- 2021
  - 1er de la poursuite par équipes à Hong Kong (avec Felix Groß, Marco Mathis, Theo Reinhardt et Domenic Weinstein)
  - 3e de la poursuite à Hong Kong
- 2022
  - 3e de la poursuite par équipes à Milton
- 2023
  - 3e de la poursuite par équipes au Caire

### Championnats d'Europe
- Anadia 2012
  -  Médaillé de bronze de la poursuite par équipes juniors
- Anadia 2014
  -  Champion d'Europe de l'américaine espoirs (avec Domenic Weinstein)
  -  Médaillé de bronze de la poursuite par équipes juniors

### Championnats d'Allemagne
- 2011
  -  Champion d'Allemagne de poursuite par équipes cadets (avec Robert Kessler, Christian Koch et Tristan Wedler)
  -  Champion d'Allemagne de l'américaine cadets
- 2013
  -  Champion d'Allemagne de poursuite juniors
  -  Champion d'Allemagne de poursuite par équipes juniors (avec Jasper Frahm, Marcel Franz et Robert Kessler)
  - 3e de l'omnium
- 2014
  -  Champion d'Allemagne de la course aux points
- 2015
  - 2e de la poursuite
  - 3e de la poursuite par équipes
- 2016
  - 3e de la poursuite
- 2018
  -  Champion d'Allemagne de scratch
  - 3e de la poursuite par équipes
- 2019
  -  Champion d'Allemagne de poursuite par équipes (avec Felix Groß, Theo Reinhardt et Nils Schomber)
- 2022
  -  Champion d'Allemagne de poursuite par équipes

### Autres compétitions
- 2015-2016
  - 1er de l'américaine à Cali (avec Kersten Thiele)